# 拉斯多內爾男爵
多尼戈爾郡拉斯多內爾的拉斯多內爾男爵（英語：Baron Rathdonnell），是一個愛爾蘭貴族爵位。爵位於1868年12月21日冊封，授予愛爾蘭保守黨國會議員約翰·麥克林托克。

## 拉斯多內爾男爵（1868年）
- 第一代拉斯多內爾男爵約翰·麥克林托克（英语：John McClintock, 1st Baron Rathdonnell）（1798年－1879年）
- 第二代拉斯多內爾男爵托馬斯·麥克林托克-班伯里（英语：Thomas McClintock-Bunbury, 2nd Baron Rathdonnell）（1848年－1929年）
- 第三代拉斯多內爾男爵托馬斯·麥克林托克-班伯里（英語：Thomas McClintock-Bunbury, 3rd Baron Rathdonnell）（1881年－1937年）
- 第四代拉斯多內爾男爵威廉·麥克林托克-班伯里（英語：William McClintock-Bunbury, 4th Baron Rathdonnell）（1914年－1959年）
- 第五代拉斯多內爾男爵托馬斯·麥克林托克-班伯里（英語：Thomas McClintock-Bunbury, 5th Baron Rathdonnell）（生於1938年）

爵位繼承人為第五代男爵之子，威廉·利奧波德·麥克林托克-班伯里（英語：William Leopold McClintock-Bunbury）（生於1966年）。